# 利朗·沙高
利朗·沙高（Liron Zarko，1981年1月23日—），是以色列的足球運動員，司職後衛。现效力于勃內薩胡林。

## 职业生涯
扎戈曾经在以色列联赛球队夏普爾法薩巴、夏普爾彼達迪華、夏普爾巴舒華效力。2008年在中超球队北京国安试训，但没有成功。2009年7月，他再次来到中国，加盟重庆力帆，但他的表现一般，没有帮助球队在联赛中保组。

## 榮譽
- 代表夏普爾法薩巴
  - 國家聯盟：2004-05
- 代表夏普爾巴舒華
  - 圖圖盃：2008-09